# Hi! PARIS
Hi! PARIS es una organización con sede en París que promueve la educación, la investigación y la innovación en los campos de la inteligencia artificial (IA) y el análisis de datos. El trabajo de PARIS abarca la investigación en seguridad técnica de IA y ética de IA, defensa y apoyo para hacer crecer el campo de investigación de seguridad de IA.
Ha sido creado en 2020 por HEC Paris y el Instituto Politécnico de París. En julio de 2021, Inria se ha convertido en socio.

## Investigación
El centro se centra principalmente en dos temas: IA y datos para empresas e IA y datos para la sociedad. Empresas como Schneider Electric apoyan las actividades de investigación.

## Actividades
Además de las actividades de investigación, el centro también organiza una escuela de verano y un hackatón.